# Muskauparken
Muskauparken (polsk Park Mużakowski, tysk Fürst-Pückler-Park) er den største og mest berømte landskabspark i engelsk stil i Polen og Tyskland. Parken har et areal på 5,45 km², fordelt på begge sider af floden Nysa Łużycka/Lausitzer Neisse, som danner den polsktyske grænse. Den er indskrevet på UNESCOs liste over verdens kulturarv, grundet sin betydning for «udviklingen af landskabsarkitektur som egen disciplin».
Ud over parken er området også kendt for Muskauslottene (Det gamle slot og Det nye slot), et orangeri og flere bygninger i klassicistisk stil.

## Historie
Parken blev grundlagt af prins Hermann von Pückler-Muskau (1785–1871) fra Bad Muskau, som var ejer af parkområderne. Efter omfattende studier i England, udlagde han grænserne for, og iværksatte anlægget af, en landskabspark i 1815. Arbejdet indebar blandt andet ombygningen af Det gamle slot samt opførelsen af et gotisk kapel, et engelsk hus, en række broer og et orangeri. Arbejdet pågik frem til 1845, da Pückler blev nødt til at sælge sin fædrene arv på grund af pengemangel. Områderne blev snart købt af en nederlandsk prins, som ansatte den kendte landskabsarkitekt Eduard Petzold, som var Pücklers elev, for at færdiggøre arbejdet.
De fleste parkbygninger blev ødelagt i 1945 på grund af krigshandlingerne. Efter krigen blev parken delt mellem Polen og Tyskland, som følge af de nyopståede grænser, med to tredjedele af parken på den polske side. Genopbygningen af det Det nye slot og broerne på den tyske side pågår stadig. Begge lande samarbejder i dag om parkens vedligehold og rekonstruktion.

## Billedgalleri
- Hermann von Pückler-Muskau
- Muskauparken
Foto: Adam Kumiszcza
- Det gamle slot 
Foto: Olaf Oehlsen
- Staldene i parken
- Fuksiabroen 
Foto: Günter Rapp